# Hymn o Perle
Hymn o Perle – tom wierszy Czesława Miłosza wydany w 1982 r. przez Instytut Literacki w Paryżu jako 346. tom Biblioteki „Kultury”.
Wiersze, przekłady poetyckie oraz komentarze powstałe w latach 1974-1981, w większości drukowane w paryskiej „Kulturze” oraz w czasopismach krajowych: „Pismo”, „Tygodnik Powszechny”, „Twórczość”, „Zapis”, „Zeszyty Naukowe KUL”.

## Zawartość tomu
Oprócz cykli wierszy (Czarodziejsko góra, Ciemne i zakryte oraz Rue Descartes) zbiór obejmuje także:
- Hymn o Perle gnostyckiego pochodzenia, w wolnym przekładzie z języka angielskiego
- „ekstatyczne wiersze” indyjskiego mistyka Kabira (1440-1518), w wolnej adaptacji z języka angielskiego
- cykl Zdania, opublikowany wcześniej w 1975 r. w paryskiej „Kulturze”, przypominające Zdania i uwagi Mickiewicza.
- Osobny zeszyt (1977-1979)

## Osobny zeszyt
Cykl Osobny zeszyt (1977-1979)  dzieli się na trzy części:
- Osobny zeszyt: Przez galerię luster
- Osobny zeszyt: Kartki dotyczące lat niepodległości
- Osobny zeszyt: Gwiazda Piołun

Składa się z wierszy i fragmentów prozy (komentarzy), o nieciągłej numeracji stron (np. po stronie 1 następuje od razu strona 10, po stronie 29 bezpośrednio 31 itp.; taka fantazja autorska), przypominająca zapiski w brulionie lub szkicowniku poetyckim. Poeta stosuje tu „bardziej pojemną formę, która nie byłaby ani zanadto poezją, ani zanadto prozą”. Plan osobisty (elementy autobiograficzne,  losy konkretnego człowieka) łączy Miłosz z planem historycznym (obraz dwu wojen światowych, powstanie państw totalitarnych) i prowadzi do planu metafizycznego (wizja ludzkości po Upadku, zagrożona apokalipsą). Cykl zamyka wiersz ukazujący Ziemię, na którą spadła Gwiazda Piołun. Światu grozi totalitaryzm, w którym uzurpatorom zostaje dana „władza nad mową”.  Znalazła się tu także aluzja do zbrodni katyńskiej:

Związali drutem człowiekowi ręce / i wyśmianego kładli w płytkie groby, / Żeby nie wzywał prawdy w testamencie / I już na zawsze był anonimowy.

Część czwartą, kończącą cykl, pt. Osobny zeszyt – kartki odnalezione zamieścił Miłosz w tomie „Piesek przydrożny” wśród kilkunastu wierszy, które nie weszły do żadnego z tomów poetyckich autora.
Osobny zeszyt publikowany był wcześniej w paryskiej „Kulturze” (1978, 1980), został też włączony do wyboru poematów Miłosza z ilustracjami Jana Lebensteina, wydanych w  1989 r. przez Wydawnictwo Dolnośląskie.

## Wydania polskie
- Paryż: Instytut Literacki, 1982
- Kraków: Wydawnictwo Literackie, 1983, 1989

## Przekłady na języki obce
- Himna o perli, Belgrad: Narodna Knjiga, 1985
- Hymnus o perle, Köln: Index, 1986
- Hymnus o perle, Praga: Mladá Fronta, 1992